# Västra Tjärnen, Jämtland
Västra Tjärnen är en sjö i Strömsunds kommun i Jämtland och ingår i Ångermanälvens huvudavrinningsområde.